# WikiConference Bắc Mỹ
WikiConference Bắc Mỹ, trước đây là WikiConference USA, là một hội nghị thường niên do cộng đồng Wikipedia ở Bắc Mỹ tổ chức. Hai sự kiện đầu tiên được tổ chức tại Trường Luật New York và Tòa nhà Lưu trữ Quốc gia của Washington, DC lần lượt vào năm 2014 và 2015. Hội nghị thường niên lần thứ ba, được đổi tên thành WikiConference Bắc Mỹ, được tổ chức tại Thư viện Công cộng Trung tâm của San Diego vào năm 2016. WikiConference Bắc Mỹ 2017 được tổ chức tại Montreal vào năm 2017, như một hội nghị trước Wikimania. Các sự kiện năm 2018 và 2019 được tổ chức lần lượt tại Columbus, Ohio và Cambridge, Massachusetts.

## Mô tả
Hội nghị WikiConference Bắc Mỹ được tổ chức bởi các biên tập viên Wikipeida, những biên tập viên này chủ yếu là tình nguyện viên. Nhân viên từ Wiki Education Foundation, đơn vị đồng tài trợ cho hội nghị năm 2015, và Wikimedia Foundation cũng tham dự hàng năm.  Hội nghị đã được tổ chức tại Thành phố New York; Washington DC; Thành phố San Diego; Montreal; Columbus, Ohio; và Cambridge, Massachusetts. Các hội nghị năm 2020 và 2021 hầu như được tổ chức không có quy mô vì đại dịch COVID-19.

## Lịch sử

### WikiConference USA (2014–2015)

Biểu trưng cho WikiConference đầu tiên của Hoa Kỳ (2014)

WikiConference USA khai mạc từ ngày 30 tháng 5 đến ngày 1 tháng 6 năm 2014 tại khuôn viên Tribeca của Trường Luật New York ở Lower Manhattan. Được thành lập như một sự kiện quốc gia cho cộng đồng Wikipedia Hoa Kỳ, hội nghị "dành cho các chủ đề liên quan đến phong trào Wikimedia ở Hoa Kỳ, cũng như các chủ đề liên quan đến văn hóa tự do và quyền kỹ thuật số ". WikiConference USA được tổ chức bởi các chi nhánh của Wikimedia Foundation cho Quận Columbia và Thành phố New York, với nguồn tài trợ do quỹ cung cấp và hỗ trợ thêm từ Consumer Reports, Viện Thông tin Luật & Chính sách tại Trường Luật New York, và Đại học Thành phố New York. Chương trình có hai ngày diễn ra các bài phát biểu, bảng, thuyết trình và hội thảo về tình trạng của Wikipedia, giải quyết các vấn đề như sự đa dạng, thành kiến giới và xã hội hóa của các biên tập viên mới, cũng như một ngày không hội ý. Khoảng 250 người đã tham dự. Theo tạp chí của O'Dwyer , các phiên thảo luận về chỉnh sửa xung đột lợi ích trên Wikipedia là "trung tâm và chính xác".

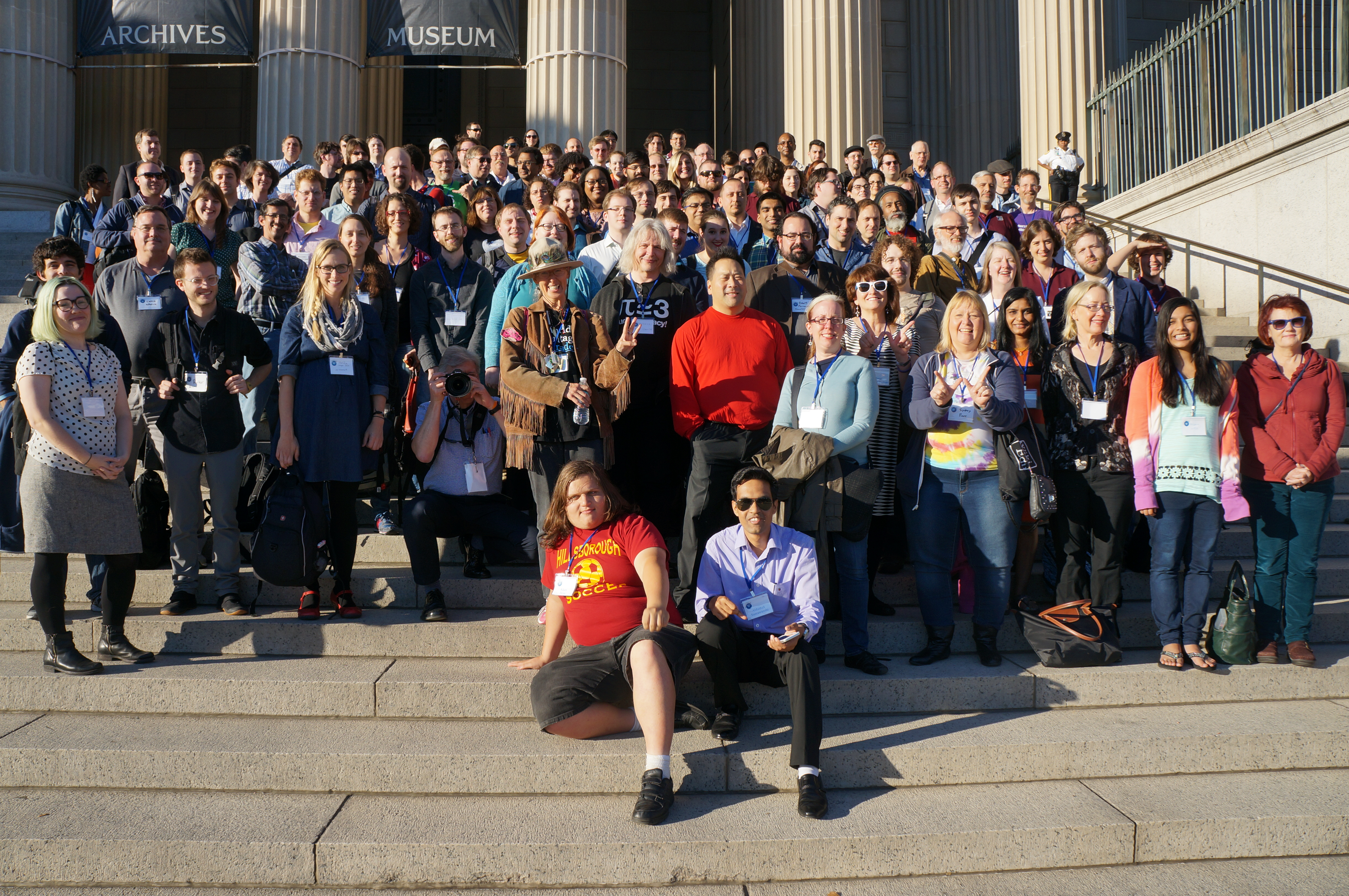
Những biên tập viên tham dự hội nghị năm 2015 tại Tòa nhà Lưu trữ Quốc gia

Hội nghị WikiConference Hoa Kỳ lần thứ hai được tổ chức tại Tòa nhà Lưu trữ Quốc gia ở Washington DC, trong thời gian từ ngày 9 đến ngày 11 tháng 10 năm 2015. Hội nghị được đồng tài trợ bởi Cục Quản lý Lưu trữ và Hồ sơ Quốc gia (NARA), đây cũng là nhà tài trợ của Wikimania khi sự kiện được tổ chức tại Washington DC vào năm 2012, và Wiki Education Foundation; Các chi nhánh của Wikimedia Foundation tại Quận Columbia và Thành phố New York cũng là đối tác của WikiConference. Các hoạt động chủ yếu của hội nghị bao gồm bảng, thuyết trình, bài phát biểu và hội thảo liên quan đến cộng đồng Wikipedia, hợp tác với các tổ chức văn hóa, vai trò trong giáo dục và phát triển công nghệ. Những người tham dự cũng có quyền truy cập vào Bảo tàng Lưu trữ Quốc gia và Trung tâm Đổi mới, nơi các hồ sơ được số hóa. Hội nghị có các bài thuyết trình của Pamela Wright, Giám đốc đổi mới của NARA; Andrew Lih; John Howard, người từng là giám đốc của Viện Quốc gia về An toàn và Sức khỏe Nghề nghiệp ; David Ferriero , Nhà lưu trữ Hoa Kỳ; Alice Người ủng hộ của tổ chức AfroCrowd, tìm cách cải thiện phạm vi phủ sóng của người Châu Phi và người Mỹ gốc Phi trên Wikipedia và các dự án khác; và Danielle Citron , một giáo sư luật tại Đại học Maryland, người đã nói về tội ác "căm thù" trong không gian mạng . Đa dạng nhất là chủ đề trọng tâm xuyên suốt hội nghị, điều này đã truyền cảm hứng cho NARA tổ chức Hội nghị Đa dạng Wikimedia vào tháng 6 năm 2016

### WikiConference Bắc Mỹ (2016-nay)

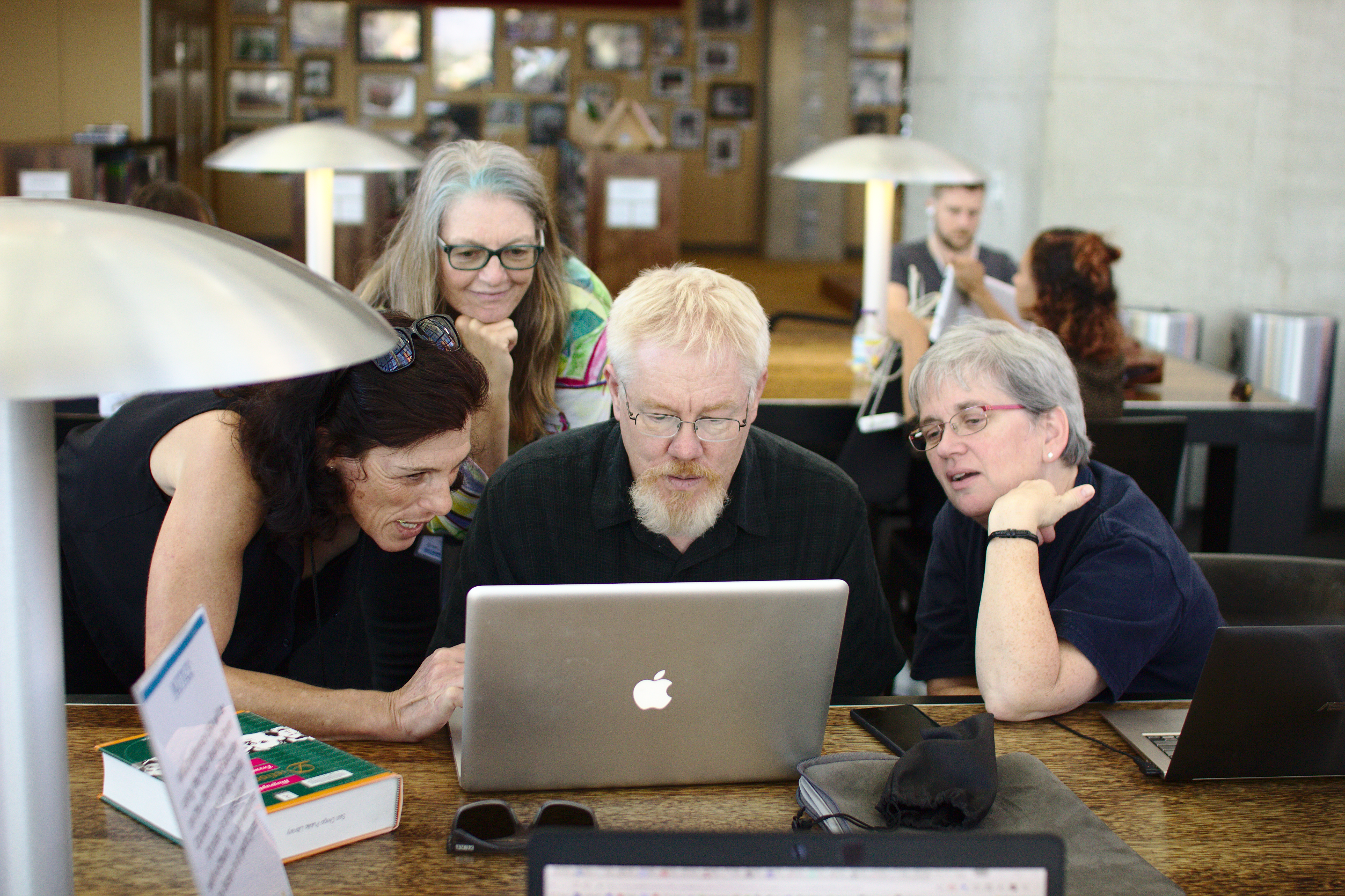
Những người tham gia edit-a-thon cải thiện các bài viết trên Wikipedia về triết học tại Thư viện Trung tâm San Diego,trong Hội nghị năm 2016

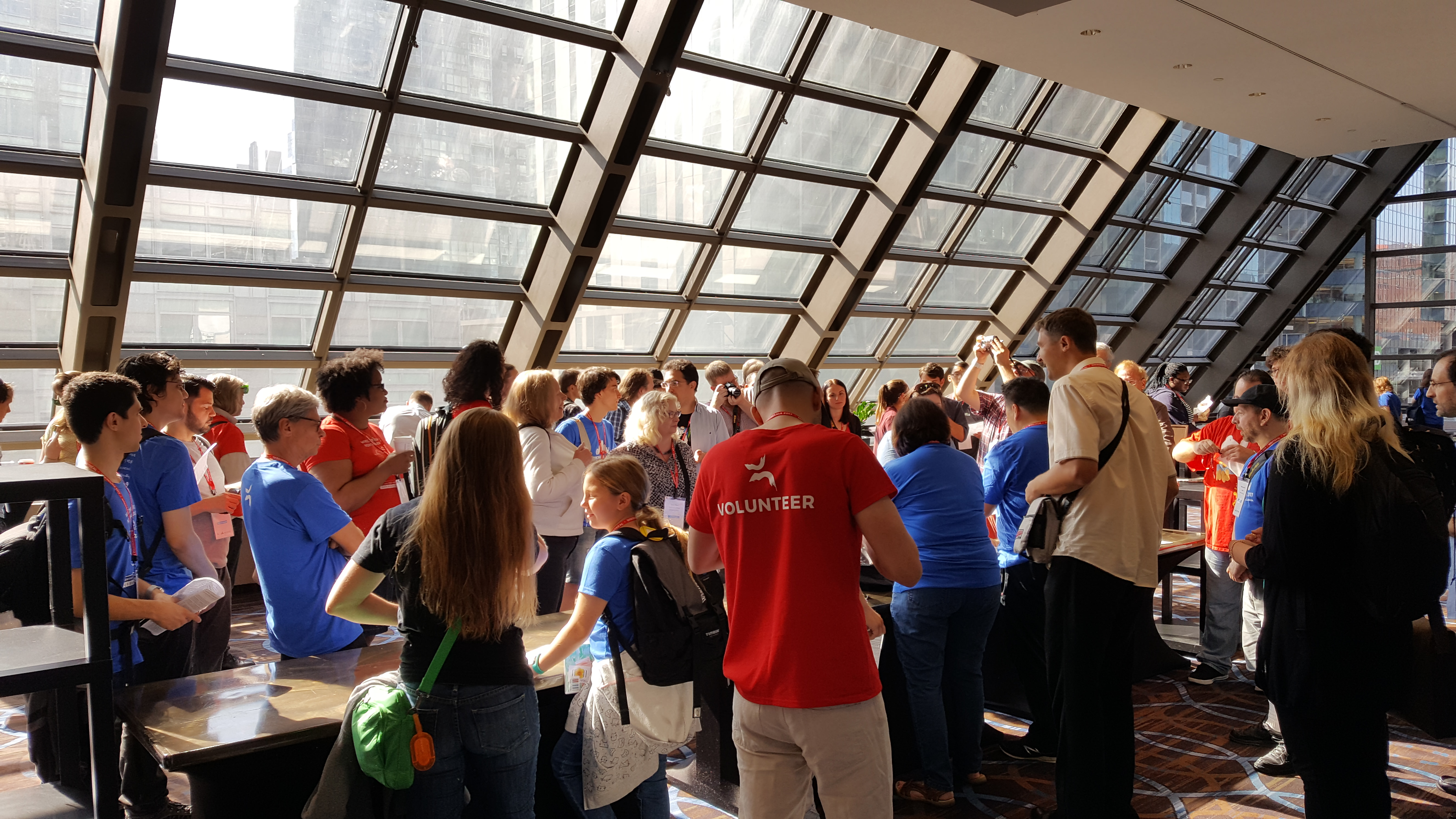
Hội nghị năm 2017 ở Montreal

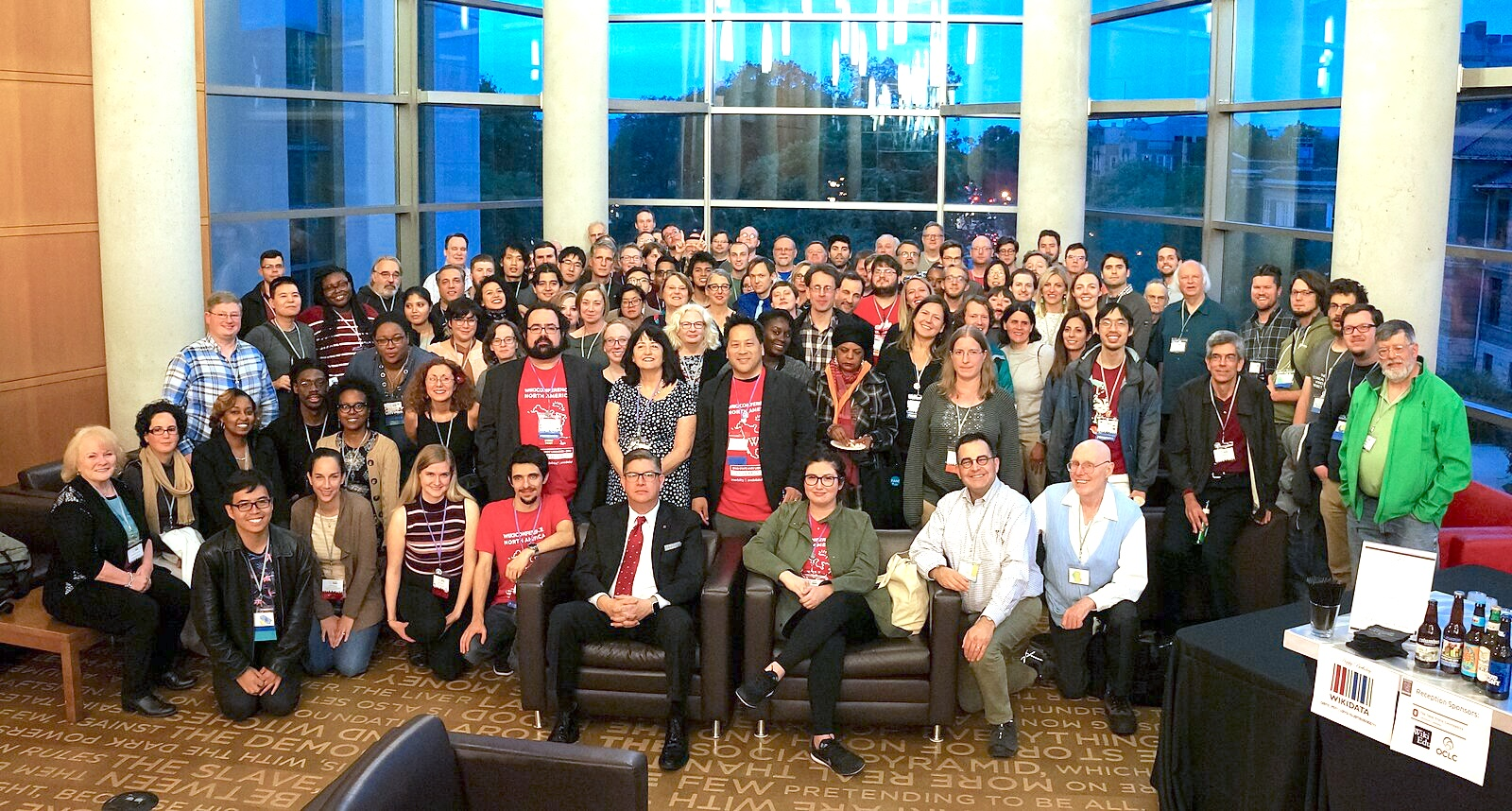
Những người tham gia hội nghị năm 2018

Hội nghị lần thứ ba, được gọi là WikiConference Bắc Mỹ, được tổ chức tại Thư viện Trung tâm của San Diego trong thời gian từ ngày 7 đến ngày 10 tháng 10 năm 2016. Phạm vi của hội nghị được tăng lên để bao gồm những người Wikimedians ở Canada và Mexico, và sự kiện này có một loạt các edit-a-thons .  Alex Madva, trợ lý giáo sư tại Đại học Bách khoa Bang California và là người đóng góp cho blog của Hiệp hội Triết học Hoa Kỳ, đã điều phối một trang vào ngày 8 tháng 10 để cải thiện các bài báo về triết học và các nhà triết học. Hiệp hội Hóa học Hoa Kỳ đã tài trợ một tổ chức khác để cải thiện mức độ bao phủ về hóa học và các nhà hóa học đáng chú ý. Mike Connolly Miskwish từ Khu bảo tồn người da đỏ Campo, cũng là giảng viên hỗ trợ về nghiên cứu người Mỹ bản địa tại Đại học bang San Diego, đã tạo điều kiện cho một buổi chỉnh sửa kết hợp với Ngày của người bản địa để cải thiện các bài viết trên Wikipedia về người bản địa .
Katherine Maher, giám đốc điều hành của Wikimedia Foundation, đã điều hành một phiên họp chiến lược phong trào Wikimedia, và Kelly Doyle, người được Thư viện Đại học Tây Virginia thuê làm Wikipedian đầu tiên tại cư trú vì tập trung vào bình đẳng giới, cũng trình bày tại hội nghị. Vào ngày trước hội nghị, "Wiki Culture Crawl" được tổ chức tại Balboa Park, cho phép các biên tập viên tham quan miễn phí các bảo tàng trực thuộc với mục đích cải thiện các bài viết trên Wikipedia liên quan đến GLAM địa phương và các tổ chức văn hóa khác Convene, một tạp chí hàng tháng được xuất bản bởi Hiệp hội Quản lý Hội nghị Chuyên nghiệp, cho biết sự kiện năm 2016 "được tổ chức theo cách bạn có thể mong đợi rằng những người đóng góp cho bách khoa toàn thư trực tuyến lớn nhất thế giới sẽ tiếp cận nhiệm vụ: sử dụng phương pháp cộng tác 'wiki'." Barbara Palmer của tạp chí cũng lưu ý rằng Sydney Poore, Rosie Stephenson-Goodknight, và những người tổ chức khác đều sống bên ngoài California. Vào ngày cuối cùng của hội nghị, những người tham dự đã tạo "Nhóm người dùng WikiConference Bắc Mỹ" để ghi lại các phương pháp hay nhất để tổ chức các sự kiện Wikimedia.
Hội nghị năm 2017 được tổ chức tại Khách sạn Le Center Sheraton ở Montreal trong thời gian từ ngày 9 đến ngày 10 tháng 8, như một buổi hội thảo trước Wikimania, hội nghị thường niên chính thức của Wikimedia Foundation.
Hội nghị năm 2018 được tổ chức tại Columbus, Ohio, từ ngày 18 đến ngày 21 tháng 10, tại Thư viện Tưởng niệm Thompson của Đại học Bang Ohio và các địa điểm khác trong khuôn viên trường.
Hội nghị năm 2019 được tổ chức tại Viện Công nghệ Massachusetts, Cambridge, Massachusetts, chủ yếu ở Trung tâm Ray và Maria Stata, trong thời gian từ ngày 8 đến 11 tháng 11
Hội nghị năm 2020 diễn ra hầu như trong khoảng thời gian từ ngày 11 đến ngày 13 tháng 12 vì đại dịch COVID-19.
Hội nghị năm 2021 cũng được tổ chức ảo từ ngày 8 đến ngày 10 tháng 10 và bao gồm Wiknic ở Thành phố New York.